# Gobiesocidae
Gobiesocidae è l'unica famiglia del sottordine Gobiesocoidei dell'ordine Gobiesociformes.

## Generi
In questa famiglia sono riconosciuti i seguenti generi:
- Acyrtops Schultz, 1951
- Acyrtus Schultz, 1944
- Alabes Cloquet, 1816
- Apletodon Briggs, 1955
- Arcos Schultz, 1944
- Aspasma Jordan & Fowler, 1902
- Aspasmichthys Briggs, 1955
- Aspasmodes Smith, 1957
- Aspasmogaster Waite, 1907
- Chorisochismus Brisout de Barneville, 1846
- Cochleoceps Whitley, 1943
- Conidens Briggs, 1955
- Creocele Briggs, 1955
- Dellichthys Briggs, 1955
- Derilissus Briggs, 1969
- Diademichthys Pfaff, 1942
- Diplecogaster Fraser-Brunner, 1938
- Diplocrepis Günther, 1861
- Discotrema Briggs, 1976
- Eckloniaichthys Smith, 1943
- Gastrocyathus Briggs, 1955
- Gastrocymba Briggs, 1955
- Gastroscyphus Briggs, 1955
- Gobiesox Lacepède, 1800
- Gouania Nardo, 1833
- Gymnoscyphus Böhlke & Robins, 1970
- Haplocylix Briggs, 1955
- Kopua Hardy, 1984
- Lecanogaster Briggs, 1957
- Lepadichthys Waite, 1904
- Lepadicyathus
- Lepadogaster Goüan, 1770
- Liobranchia Briggs, 1955
- Lissonanchus Smith, 1966
- Modicus Hardy, 1983
- Opeatogenys Briggs, 1955
- Parvicrepis Whitley, 1931
- Pherallodichthys Shiogaki & Dotsu, 1983
- Pherallodiscus Briggs, 1955
- Pherallodus Briggs, 1955
- Posidonichthys Briggs, 1993
- Propherallodus Shiogaki & Dotsu, 1983
- Rimicola Jordan & Evermann in Jordan, 1896
- Sicyases Müller & Troschel in Müller, 1843
- Tomicodon Brisout de Barneville, 1846
- Trachelochismus Brisout de Barneville, 1846